# Ericus Kolmodinus
Ericus Kolmodinus, född på 1630-talet i Torshälla, död omkring 1665 i Uskela, Finland, var en svensk dramatisk författare, son till kyrkoherden i Torshälla Ericus Kolmodinus.

## Biografi
Ericus Kolmodinus studerade först i Uppsala och sedan i Åbo. Under sin vistelse vid universitetet i Uppsala var han en synnerlig vän av teatraliska övningar och anförare för en trupp studenter som 1652 sökte tillåtelse hos akademiska konsistoriet att få sysselsätta sig med sådana nöjen, vilken dock blev dem vägrad. Han tillhör även antalet av Sveriges äldre dramaturger och är egentligen bekant genom ett i Åbo tryckt skådespel med den för sin tid betecknande titeln: Genesis ætherea, eller Jesu Christi födelse, hvilken sigh tilldrogh efter wärdenes Skapelse 3970 vthi Keyser Augusti 31 Regementz-Åhr, som nu aff oss Christne Christo till evigh åminnelse åhrligen begås, den 25 dagh vthi December månad. Vthi en enfaldigh Comoedia fattat, hvilken innevarande åhr 1659 d. 9. Jan. publice celebrerades i Åbo stad, vthi höge Herrars närvaro oc förnembligit folckz frequens, med särdeles personer och den qualitet man aff historiens grund hempta kunde, aff Erico Kolmodino. Det var närmast en översättning av Petrus Pachius trettondagsspel Salutaris Jesu Christi Nativitas.